# Atemptats a l'aeroport de Kabul del 2021
El 26 d'agost de 2021, dos atemptats (un atac suïcida i una explosió) van tenir lloc en l'Aeroport Internacional Hamid Karzai de Kabul, l'Afganistan, que va provocar un balanç provisional de 85 morts i més de 150 ferits. 44 civils afganesos, 28 soldats talibans i 13 militars estatunidencs foren assassinats. La branca regional de l'Estat Islàmic, Estat Islàmic del Gran Khorasan, va reivindicar els atacs.